# Match des Étoiles de la Ligue majeure de baseball 1983
Le match des Étoiles de la Ligue majeure de baseball 1983 (MLB All-Star Game) est la 54e édition de cette partie annuelle qui oppose les meilleurs joueurs de la Ligue nationale et de la Ligue américaine, les deux composantes du baseball majeur.
L'événement a eu lieu le 6 juillet 1983 au Comiskey Park de Chicago devant une foule de 43 801 spectateurs. Il s'agissait du cinquantième anniversaire du tout premier match des Étoiles du baseball majeur, également disputé à Chicago, en 1933.
L'équipe de la Ligue américaine a mis un terme à une séquence de onze défaites lors des matchs des Étoiles en remportant la victoire par le compte de 13 à 3 contre l'équipe de la Ligue Nationale, invaincue depuis 1971. C'était également seulement une deuxième victoire pour la Ligue américaine depuis 1963.
En marquant 13 fois, l'équipe de la Ligue américaine enregistrait un record pour le plus grand nombre de points marqués par une équipe lors d'un match des Étoiles. La marque précédente (12 points) remontait à 1946. Le match allait également passer à l'histoire, car le premier, et le seul, grand chelem de l'histoire de cette classique annuelle y a été réussi, résultat d'une frappe de Fred Lynn, nommé joueur le plus utile du match (MVP).

## Alignements partants

### Ligue nationale
| Joueur       | position            | équipe                   |
| ------------ | ------------------- | ------------------------ |
| Steve Sax    | deuxième but        | Dodgers de Los Angeles   |
| Tim Raines   | voltigeur de gauche | Expos de Montréal        |
| André Dawson | voltigeur de centre | Expos de Montréal        |
| Al Oliver    | premier but         | Expos de Montréal        |
| Dale Murphy  | voltigeur de droite | Braves d’Atlanta         |
| Mike Schmidt | troisième but       | Phillies de Philadelphie |
| Gary Carter  | receveur            | Expos de Montréal        |
| Ozzie Smith  | arrêt-court         | Cardinals de Saint-Louis |
| Mario Soto   | lanceur             | Reds de Cincinnati       |

### Ligue américaine
| Joueur        | position            | équipe                  |
| ------------- | ------------------- | ----------------------- |
| Rod Carew     | premier but         | Angels de la Californie |
| Robin Yount   | arrêt-court         | Brewers de Milwaukee    |
| Fred Lynn     | voltigeur de centre | Angels de la Californie |
| Jim Rice**    | voltigeur de gauche | Red Sox de Boston       |
| George Brett  | troisième but       | Royals de Kansas City   |
| Ted Simmons   | receveur            | Brewers de Milwaukee    |
| Dave Winfield | voltigeur de droite | Yankees de New York     |
| Manny Trillo  | deuxième but        | Indians de Cleveland    |
| Dave Stieb    | lanceur             | Blue Jays de Toronto    |

- - Rice a remplacé Reggie Jackson, élu par le public, mais blessé lors du match.

## Effectifs

### Ligue nationale
| Joueur              | position      | équipe                   |
| ------------------- | ------------- | ------------------------ |
| Johnny Bench        | receveurs     | Reds de Cincinnati       |
| Bruce Benedict      | receveur      | Braves d'Atlanta         |
| Bill Dawley         | lanceur       | Astros de Houston        |
| Dave Dravecky       | lanceur       | Padres de San Diego      |
| Leon Durham         | voltigeur     | Cubs de Chicago          |
| Darrell Evans       | premier but   | Giants de San Francisco  |
| Pedro Guerrero      | troisième but | Dodgers de Los Angeles   |
| Atlee Hammaker      | lanceur       | Giants de San Francisco  |
| Ruppert Jones       | voltigeur     | Padres de San Diego      |
| George Hendrick     | premier but   | Cardinals de Saint-Louis |
| Glenn Hubbard       | deuxième but  | Braves d'Atlanta         |
| Terry Kennedy       | receveur      | Padres de San Diego      |
| Gary Lavelle        | lanceur       | Giants de San Francisco  |
| Bill Madlock        | troisième but | Pirates de Pittsburgh    |
| Willie McGee        | voltigeur     | Cardinals de Saint-Louis |
| Jesse Orosco        | lanceur       | Mets de New York         |
| Pascual Perez       | lanceur       | Braves d'Atlanta         |
| Steve Rogers        | lanceur       | Expos de Montréal        |
| Lee Smith           | lanceur       | Cubs de Chicago          |
| Dickie Thon         | arrêt-court   | Astros de Houston        |
| Fernando Valenzuela | lanceur       | Dodgers de Los Angeles   |

### Ligue américaine
| Joueur           | position      | équipe                  |
| ---------------- | ------------- | ----------------------- |
| Bob Boone        | receveur      | Angels de la Californie |
| Cecil Cooper     | premier but   | Brewers de Milwaukee    |
| Doug DeCinces    | troisième but | Angels de la Californie |
| Ron Guidry       | lanceur       | Yankees de New York     |
| Rickey Henderson | voltigeur     | Athletics d'Oakland     |
| Rick Honeycutt   | lanceur       | Rangers du Texas        |
| Reggie Jackson   | voltigeur     | Angels de la Californie |
| Ron Kittle       | voltigeur     | White Sox de Chicago    |
| Aurelio Lopez    | lanceur       | Tigers de Detroit       |
| Tippy Martinez   | lanceur       | Orioles de Baltimore    |
| Eddie Murray     | premier but   | Orioles de Baltimore    |
| Ben Ogilvie      | voltigeur     | Brewers de Milwaukee    |
| Lance Parrish    | receveur      | Tigers de Detroit       |
| Dan Quisenberry  | lanceur       | Royals de Kansas City   |
| Cal Ripken Jr    | arrêt-court   | Orioles de Baltimore    |
| Bob Stanley      | lanceur       | Red Sox de Boston       |
| Rick Sutcliffe   | lanceur       | Indians de Cleveland    |
| Gary Ward        | voltigeur     | Twins du Minnesota      |
| Lou Whitaker     | deuxième but  | Tigers de Detroit       |
| Willie Wilson    | voltigeur     | Royals de Kansas City   |
| Carl Yastrzemski | voltigeur     | Red Sox de Boston       |
| Matt Young       | lanceur       | Mariners de Seattle     |

## Déroulement du match
L'équipe de la Ligue Nationale a profité de deux erreurs de l'équipe de la Ligue américaine pour s'inscrire au tableau dès la première manche. Steve Sax a atteint le premier but sur une erreur de Dave Stieb avant de marquer sur une erreur de Rod Carew, à la suite d'un coup frappé par Tim Raines.
Des ballons sacrifices de George Brett, en fin de première manche, et de Robin Yount, en fin de deuxième, ont ensuite procuré l'avance de 2 à 1 à la Ligue américaine.
La Ligue américaine a par la suite marqué sept points en troisième manche contre Atlee Hammaker, appelé en relève à Mario Soto. Jim Rice a d'abord amorcé la manche avec un coup de circuit. Après avoir ajouté deux autres points, l'équipe de la Ligue américaine a placé Manny Trillo au troisième but et Rod Carew au deuxième. Le gérant de la ligue nationale, Whitey Herzog, a alors décidé d'accorder un but sur balle intentionnel à Robin Yount pour remplir les buts. Le frappeur suivant, Fred Lynn, a alors frappé un grand chelem qui augmentait l'avance de la Ligue américaine à 9 à 1.
Le lanceur gagnant a été Dave Stieb et le lanceur perdant a été Mario Soto.